# Sympycnus patellatus
Sympycnus patellatus är en tvåvingeart som beskrevs av Octave Parent 1928. Sympycnus patellatus ingår i släktet Sympycnus och familjen styltflugor. Inga underarter finns listade i Catalogue of Life.